# Charles Brackett
Charles William Brackett (Saratoga Springs, 26 novembre 1892 – Los Angeles, 9 marzo 1969) è stato uno sceneggiatore e produttore cinematografico statunitense.
Nella sua lunga carriera vinse tre premi Oscar: uno per la migliore sceneggiatura non originale nel 1946 per il film Giorni perduti insieme a Billy Wilder, uno per quella originale nel 1951 per Viale del tramonto sempre con Wilder e lo stesso Oscar nel 1954 per Titanic. Inoltre, nel 1959, gli venne assegnato l'Oscar alla carriera, per i servigi resi all'Academy.

## Filmografia

### Sceneggiatore
- L'avamposto (The Last Outpost), regia di Charles Barton e Louis J. Gasnier (1935)
- L'ottava moglie di Barbablù (Bluebeard's Eighth Wife), regia di Ernst Lubitsch (1938)
- La signora di mezzanotte (Midnight), regia di Mitchell Leisen (1939)
- Ninotchka, regia di Ernst Lubitsch (1939)
- What a Life, regia di Theodore Reed (1939)
- La porta d'oro (Hold Back the Dawn), regia di Mitchell Leisen (1941)
- Colpo di fulmine (Ball of Fire), regia di Howard Hawks (1941)
- Frutto proibito (The Major and the Minor), regia di Billy Wilder (1942)
- I cinque segreti del deserto (Five Graves to Cairo), regia di Billy Wilder (1943)
- Giorni perduti (The Lost Weekend), regia di Billy Wilder (1945)
- A ciascuno il suo destino (To Each His Own), regia di Mitchell Leisen (1946)
- La moglie del vescovo (The Bishop's Wife), regia di Henry Koster (1947) - non accreditato
- Scandalo internazionale (A Foreign Affair), regia di Billy Wilder (1948)
- Il valzer dell'imperatore (The Emperor Waltz), regia di Billy Wilder (1948)
- I cari parenti (Miss Tatlock's Millions), regia di Richard Haydn (1948)
- Viale del tramonto (Sunset Boulevard), regia di Billy Wilder (1950)
- La porta dell'inferno (Edge of Doom), regia di Mark Robson (1950) - non accreditato
- La madre dello sposo (The Mating Season), regia di Mitchell Leisen (1951)
- Mariti su misura (The Model and the Marriage Broker), regia di George Cukor (1951)
- Niagara, regia di Henry Hathaway (1953)
- Titanic, regia di Jean Negulesco (1953)
- L'altalena di velluto rosso (The Girl in the Red Velvet Swing) regia di Richard Fleischer (1955)
- Gioventù ribelle (Teenage Rebel), regia di Edmund Goulding (1956)
- Viaggio al centro della Terra (Journey to the Center of the Earth), regia di Henry Levin (1959)

### Produttore
- La casa sulla scogliera (The Uninvited), regia di Lewis Allen (1944)
- Giorni perduti (The Lost Weekend), regia di Billy Wilder (1945)
- A ciascuno il suo destino (To Each His Own), regia di Mitchell Leisen (1946)
- Il valzer dell'imperatore (The Emperor Waltz), regia di Billy Wilder (1948)
- Scandalo internazionale (A Foreign Affair), regia di Billy Wilder (1948)
- Viale del tramonto (Sunset Boulevard), regia di Billy Wilder (1950)
- La madre dello sposo (The Mating Season), regia di Mitchell Leisen (1951)
- Mariti su misura (The Model and the Marriage Broker), regia di George Cukor (1951)
- Titanic, regia di Jean Negulesco (1953)
- Niagara, regia di Henry Hathaway (1953)
- Il prigioniero della miniera (Garden of Evil), regia di Henry Hathaway (1954)
- Il favorito della grande regina (The Virgin Queen), regia di Henry Koster (1955)
- Il re ed io (The King and I), regia di Walter Lang (1956)
- Operazione Normandia (D-Day the Sixth of June), regia di Henry Koster (1956)
- Fermata per 12 ore (The Wayward Bus), regia di Victor Vicas (1957)
- Dono d'amore (The Gift of Love), regia di Jean Negulesco (1958)
- Un pugno di polvere (Ten North Frederick), regia di Philip Dunne (1958)
- Il molto onorevole Mr. Pennypacker (The Remarkable Mr. Pennypacker), regia di Henry Levin (1959)
- Viaggio al centro della Terra (Journey to the Center of the Earth), regia di Henry Levin (1959)
- In due è un'altra cosa (High Time), regia di Blake Edwards (1960)
- Alla fiera per un marito (State Fair), regia di José Ferrer (1962)